# Giovanni Lonardi
Giovanni Lonardi (Verona, 9 november 1996) is een Italiaans wielrenner die vanaf 2022 voor Polti-Kometa uitkomt.

## Carrière
In 2016 werd Lonardi onder meer zesde in de door Marco Maronese gewonnen Circuito del Porto. In februari 2017 sprintte hij naar de overwinning in de Memorial Giuseppe Polese, een Italiaanse amateurwedstrijd. Later dat jaar werd hij onder meer tweede in de Circuito del Porto en sprintte hij naar de derde plaats in de eerste etappe van de Ronde van Italië voor beloften.
In maart 2018 was Lonardi de beste in de Popolarissima, waar Filippo Fortin en Nicolas Dalla Valle de overige ereplaatsen bezetten.
In 2019 werd hij prof bij Nippo-Vini Fantini-Faizanè. Namens deze ploeg won hij direct etappes in de Ronde van Taiwan en Ronde van Thailand. In laatstgenoemde koers schreef hij eveneens het puntenklassement op zijn naam. In 2022 trok hij naar de Spaanse ploeg EOLO-Kometa, hij won meteen de eerste koers op Europese bodem namelijk Clàssica Comunitat Valenciana voor de Belg Amaury Capiot.

## Overwinningen
2018
La Popolarissima
Circuito del Porto-Trofeo Internazionale Arvedi
1e etappe Girobio
2019
5e etappe Ronde van Taiwan
1e etappe Ronde van Thailand
Puntenklassement Ronde van Thailand
2020
2e etappe Ronde van Antalya
2021
1e etappe Ronde van Bulgarije
2022
Clàssica Comunitat Valenciana
2024
Puntenklassement Ronde van Antalya
3e etappe Ronde van Turkije
2025
Puntenklassement Ronde van Turkije

## Resultaten in voornaamste wedstrijden
| Jaar | Ronde van Italië | Ronde van Frankrijk | Ronde van Spanje |
| ---- | ---------------- | ------------------- | ---------------- |
| 2019 | opgave           |                     |                  |
| 2020 | 125e             |                     |                  |
| 2021 |                  |                     |                  |
| 2022 |                  |                     |                  |
| 2023 |                  |                     |                  |
| 2024 | 128e             |                     |                  |
| 2025 | 129e             |                     |                  |

| Jaar | Milaan-San Remo |
| ---- | --------------- |
| 2019 |                 |
| 2020 |                 |
| 2021 |                 |
| 2022 |                 |
| 2023 |                 |
| 2024 | 86e             |
| 2025 |                 |

## Ploegen
- 2019 –  Nippo-Vini Fantini-Faizanè
- 2020 –  Bardiani CSF-Faizanè
- 2021 –  Bardiani-CSF-Faizanè
- 2022 –  EOLO-Kometa
- 2023 –  EOLO-Kometa
- 2024 –  Polti-Kometa
- 2025 –  Team Polti VisitMalta

Albanese · Bais · Bevilacqua · Christian · Dina · Fancellu · Fedeli (vanaf 20/6) · Fetter · Fortunato · García · Gavazzi · Grávalos · Lonardi · Maestri · Á. Martín · D. Martín · Ravasi · Rivi · Ropero · Rosa · Sevilla · Viegas · Montoli (stagiair) · Muñoz (stagiair) · Pietrobon (stagiair)
Albanese · D. Bais · M. Bais · Bevilacqua · Fancellu · Fetter · Fortunato · Garosio · Gavazzi · Lonardi · Maestri · Á. Martín · D. Martín · Pietrobon · Piganzoli · Raccani (tot 9/8) · Rivi · Serrano · Sevilla · Tercero · De Cassan (stagiair) · Muñoz (stagiair)
D. Bais · M. Bais · De Cassan · Double · Fabbro · Fetter · Garosio · Gómez · Lonardi · Maestri · Á. Martín · D. Martín · Muñoz · Peñalver · Pietrobon · Piganzoli · Restrepo · Serrano · Sevilla · Tercero · Bagnara (stagiair) · Buttigieg (stagiair)  · Raccagni (stagiair)